# Jumbo (Slagharen)
Jumbo, ookwel de Dombomolen of Vliegende Olifanten genoemd,  is een draaimolen met armen in het Nederlandse Attractiepark Slagharen.

## Geschiedenis
De attractie is in 1976 geopend en is gebouwd door Emmo Kreekel. Het thema van de attractie is gebaseerd op de Disney animatiefilm Dombo.
De attractie is een draaimolen waar 12 gondels in de vorm van een olifant aan armen om de as draaien. De inzittenden kunnen door middel van een hendel zelf de hoogte van de cabine bepalen.
In 2013 werd de attractie verplaatst zodat er genoeg ruimte was voor Expedition Nautilus.
Afbeeldingen · Main Street